# جوش ألين
جوش ألين (بالإنجليزية: Josh Allen)‏ هو لاعب كرة قدم أمريكية أمريكي، ولد في 30 ديسمبر 1991 في دالاس في الولايات المتحدة.

## وصلات خارجية
- جوش ألين على موقع مرجع كرة القدم المحترفة.كوم (الإنجليزية)